# Canet de Mar (kommun)
Canet de Mar är en kommun i Spanien.   Den ligger i provinsen Província de Barcelona och regionen Katalonien, i den östra delen av landet, 500 km öster om huvudstaden Madrid. Antalet invånare är 14 183. Arean är 6,3 kvadratkilometer. Canet de Mar gränsar till Sant Iscle de Vallalta, Sant Cebria de Vallalta, Sant Pol de Mar, Arenys de Mar och Arenys de Munt. 
Terrängen i Canet de Mar är huvudsakligen platt, men norrut är den kuperad.